# Лабуцкас, Раймундас
Ра́ймундас Лабу́цкас (лит. Raimundas Labuckas; 9 февраля 1984, Вильнюс) — литовский гребец-каноист, выступал за сборную Литвы в середине 2000-х — начале 2010-х годов. Участник летних Олимпийских игр в Пекине, трёхкратный чемпион мира, шестикратный чемпион Европы, победитель многих регат национального и международного значения.

## Биография
Раймундас Лабуцкас родился 9 февраля 1984 года в Вильнюсе, Литовская ССР.
Первого серьёзного успеха на взрослом международном уровне добился в 2006 году, когда попал в основной состав литовской национальной сборной и побывал на чемпионате Европы в чешском Рачице, откуда привёз награды серебряного и бронзового достоинства, выигранные на дистанции 200 метров среди двухместных и четырёхместных каноэ соответственно. Кроме того, в этом сезоне выступил на чемпионате мира в венгерском Сегеде, где стал бронзовым призёром в двойках на двухстах метрах.
Год спустя в двухсотметровой дисциплине каноэ-двоек Лабуцкас одержал победу на европейском первенстве в испанской Понтеведре и получил бронзу на мировом первенстве в немецком Дуйсбурге. Ещё через год защитил своё чемпионское звание, выиграв заезды двоек на чемпионате Европы в Милане. Благодаря череде удачных выступлений удостоился права защищать честь страны на летних Олимпийских играх 2008 года в Пекине — стартовал здесь вместе со своим бессменным напарником Томасом Гадейкисом в двойках на дистанции 500 метров, однако сумел дойти лишь до стадии полуфиналов, где показал на финише четвёртый результат.
После пекинской Олимпиады Раймундас Лабуцкас остался в основном составе гребной команды Литвы и продолжил принимать участие в крупнейших международных регатах. Так, в 2009 году он представлял страну на чемпионате Европы в немецком Бранденбурге и на чемпионате мира в канадском Дартмуте — в обоих случаях стал победителем в своей коронной дисциплине С-2 200 м. В следующем сезоне повторил это достижение на европейском первенстве в испанской Корвере и на мировом первенстве в польской Познани. Ещё через год на аналогичных соревнованиях в Белграде и Сегеде снова был лучшим. Последний раз показал сколько-нибудь значимый результат на международной арене в сезоне 2012 года, когда в двойках на двухстах метрах выиграл первенство континента в Загребе, став таким образом шестикратным чемпионом Европы по гребле на байдарках и каноэ.
Лабуцкас пытался пройти отбор на Олимпийские игры в Лондоне, но не смог этого сделать, поскольку в олимпийской программе не было дистанций 200 и 500 метров, а была только дистанция 1000 метров, в которой они с Гадейкисом не имели успеха. В 2013 году он официально объявил о завершении карьеры профессионального спортсмена, отметив при этом, что намерен остаться в гребле в качестве тренера.